# Piżmowiec syberyjski

Czaszka piżmowca syberyjskiego

Piżmowiec syberyjski, piżmowiec, kabanga (Moschus moschiferus) – bezrogi gatunek ssaka kopytnego z rodziny piżmowcowatych (Moschidae) (wcześniej zaliczany był do jeleniowatych), żyjący w górskich lasach Azji.

## Występowanie i biotop
Lasy i zarośla górskie Azji środkowowschodniej.

## Charakterystyka ogólna
| Podstawowe dane         | Podstawowe dane |
| ----------------------- | --------------- |
| Długość ciała           | 86–100 cm       |
| Wysokość w kłębie       | 53–80 cm        |
| Ogon (kwiat)            | 4–6 cm          |
| Masa ciała              | 13-18 kg        |
| Dojrzałość płciowa      | ok. 1,5 roku    |
| Okres godowy            |                 |
| Ciąża                   | 185-195 dni     |
| Liczba młodych w miocie | 1-2             |
| Długość życia           |                 |

Ubarwienie żółtawobrunatne z jasnymi cętkami na tułowiu. Żywi się głównie porostami. Samce mają w szczęce długie kły wystające na zewnątrz, które rosną przez całe życie i osiągają długość do 10 cm. Samce mają też na brzuchu gruczoł wydzielający piżmo zwykle imitujące pot. Zapach piżma jest tak intensywny, że samice mimo słabego węchu są w stanie je wyczuć i za nim podążać. Przyrost populacji piżmowca jest powolny, ponieważ każdego roku tylko 60-70% samic ma młode.
Piżmo jest bardzo cenionym środkiem w przemyśle perfumeryjnym.

## Zagrożenia i ochrona
Populacja piżmowców syberyjskich została ograniczona na skutek polowań i zniszczenia środowiska.